# Neorina patria
Neorina patria, là một loài satyrine bướm ngày được tìm thấy ở Ấn Độ (Assam), Myanmar, Thái Lan, Lào và Việt Nam.